# EBP (基因)
EBP（“依莫帕米结合蛋白”）是人类基因 EBP 编码的蛋白质，基因位于X染色体，蛋白分子量27.3 kDa，能与依莫帕米等抗缺血药物结合。